# Lonavla
Lonavla (marathi लोणावळा) – indyjska górska miejscowość położona niedaleko Puny w stanie Maharashtra (120 km na wschód od Bombaju), ok. 55 tys. mieszkańców.